# Schweizer Musikzeitung
Die Schweizer Musikzeitung (SMZ) ist eine monatlich (9× jährlich) erscheinende Musikzeitschrift aus Brunnen (Schweiz). Sie erscheint in deutscher, französischer und sporadisch in italienischer Sprache und erreicht eine Auflage von 18'429 Exemplaren. Chefredaktorin ist Katrin Spelinova-Bösch.

## Geschichte
1861 entstand aus dem kantonalbernischen Sängerblatt das Schweizerische Sängerblatt; im selben Jahr rief der Schweizer Gesang- und Musiklehrerverein (heute SMPV) die Zeitschrift Der Volksgesang ins Leben, die ab 1906 der SMZ beigelegt wurde. Ab 1879 wurde das Sängerblatt als Schweizerische Musikzeitung und Sängerblatt verlegt und 1937 für den Eidgenössischen Sängerverein abgespalten; die Schweizerische Musikzeitung erschien fortan auf Deutsch und Französisch (als Revue Musicale Suisse).
1983 wurde die alte SMZ nach dem Rückzug des Schweizerischen Tonkünstlervereins eingestellt und die Schweizer musikpädagogischen Blätter des SMPV (französisch Cahiers suisse de pédagogie musicale) wurden reaktiviert. Erst 1997 wurde der Zusammenschluss der bisherigen Verbandszeitschriften von SMPV, VMS (VMS-Bulletin/Animato seit 1977), SMV (Schweizer Musikerblatt seit 1914), EOV (Das Orchester seit 1934) und JMS beschlossen und – trotz Beanstandung des Tonkünstlervereins – ab 1998 als Schweizer Musikzeitung neu publiziert.
Bis am 31. Dezember 2014 gab der Verein Schweizer Musikzeitung mit Sitz in Brunnen die Schweizer Musikzeitung heraus. Danach wurde der Verein liquidiert, und die Zeitung wurde von der NZZ Fachmedien AG verlegt. Vom 1. Oktober 2018 bis 30. September 2020 wurde sie von CH Media, einem Joint Venture der NZZ-Mediengruppe und der AZ Medien, herausgegeben.
Die Schweizer Musikzeitung publiziert spartenübergreifend aus musikalischem Blickwinkel zu Themen aus Kultur, Pädagogik sowie Kultur- und Bildungspolitik. Neben Fachartikeln, Interviews und Berichten druckt die Zeitung Rezensionen über Fachliteratur, Musikalien, DVDs und CDs und veröffentlicht einen Stellenanzeiger für Musikberufe. Tagesaktuelle Nachrichten werden auf der Website musikzeitung.ch platziert.
Die Schweizer Musikzeitung ist offizielles Mitteilungsorgan folgender Musikverbände:
- Eidgenössischer Orchesterverband (EOV)
- Konferenz Musikhochschulen Schweiz (KMHS)
- Kalaidos Musikhochschule
- Schweizer Musikrat (SMR) und IG CHorama
- Schweizerische Gesellschaft für Musik-Medizin (SMM)
- Schweizerische Musikforschende Gesellschaft (SMG)
- Schweizerischer Musikerverband (SMV)
- Schweizerischer Musikpädagogischer Verband (SMPV)
- SONART – Musikschaffende Schweiz
- Stiftung Schweizerischer Jugendmusikwettbewerb (SJMW) und Arosa Kultur
- Verband Musikschulen Schweiz (VMS)

Weiterer Partner ist die SUISA – Genossenschaft der Urheber und Verleger von Musik.